# اسکندریان
اسکندیان، روستایی است از توابع بخش صومای برادوست و در شهرستان ارومیه استان آذربایجان غربی ایران.

## جمعیت
این روستا در دهستان صومای شمالی قرار داشته و بر اساس سرشماری سال ۱۳۸۵ جمعیت آن ۲۷۶ نفر (۴۷ خانوار)
بوده‌است.